# Nariz
La nariz es una protuberancia que forma parte del sistema respiratorio en los vertebrados. Es el órgano del olfato y la entrada al sistema respiratorio. 
De conformación muy diversa se puede indicar que consta básicamente de dos bolsas, o cavidades, una en el caso de los ciclóstomos, situadas en la parte anterior de la cabeza y abiertas al exterior por un número de orificios que oscila entre los dos pares por cavidad en el caso de los peces y uno por cavidad en los otros vertebrados.
En todos los vertebrados, salvo los ciclóstomos y los peces no crosopterigios, las cavidades nasales se comunican a través del techo de la boca con la faringe y forman las coanas, lo que permite que, además de cumplir la función olfatoria, sirvan como vías respiratorias.

En el interior de estas bolsas hay células olfatorias. 
En los pájaros, la nariz está muy poco desarrollada. Al contrario de los mamíferos, excepto en los marinos y en los primates superiores, y, como en los cocodrilos, existe un conducto nasofaríngeo que lleva el aire por encima del paladar secundario hasta la faringe.
En los seres humanos, la nariz está situada centralmente en la cara, en la mayoría de los otros mamíferos se encuentra en la parte superior del hocico.

La forma de la nariz humana está determinada por el hueso etmoides y por el tabique nasal.

## Anatomía
La anatomía de la nariz es bastante compleja, resumiendo podemos indicar que esta consta básicamente de dos cavidades - o una (en los ciclóstomos) - situadas en la parte anterior de la cabeza y abiertas al exterior por orificios, el número de los cuales oscila entre los dos pares por cavidad (en el caso de los peces) y un orificio por cavidad (en los otros vertebrados). En los ciclóstomos, la única bolsa se abre en el extremo del hocico o en la parte superior de la cabeza.
En todos los vertebrados, exceptuando los ciclóstomos y los peces no crossopterigis, las cavidades nasales se comunican a través del techo de la boca con la faringe y forman las coanas. Esta configuración permite que, además de cumplir la función olfatoria, la nariz sirva como vía respiratoria. En el interior de estas cavidades se localizan las células olfatorias. En los pájaros, este órgano (la nariz) está muy poco desarrollado mientras que en los mamíferos está bien desarrollado (aunque exceptuando los casos de los mamíferos marinos y los primates superiores) y (al igual que en los cocodrilos) existe un conducto nasofaríngeo que lleva el aire por encima del paladar secundario hasta la faringe.

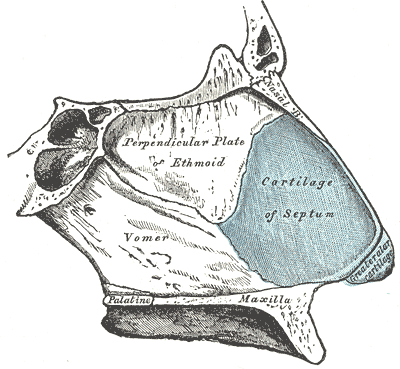
Pared medial de la nariz.

La nariz se divide en dos compartimentos, estando separados por el tabique nasal, este presenta dos orificios de salida denominados narinas. En el caso de los tetrápodos (vertebrados terrestres) la nariz presenta, en su parte posterior, las coanas, éstas comunican la nariz con la cavidad bucal.
En las paredes laterales encontramos los cornetes, que se encargan de calentar y limpiar el aire que va hacia los pulmones.
Debajo de cada cornete existen unos espacios denominados meatos, que comunican la nariz con los senos paranasales y también desemboca allí el conducto nasolacrimal.
La estructura ósea de la nariz está constituida por huesos, cartílagos duros y cartílagos blandos. Los huesos duros forman la parte superior y los laterales del puente, mientras que los cartílagos forman los laterales de las fosas nasales y el tabique nasal.
Las paredes nasales están revestidas por mucosas que tienen como función esencial el acondicionamiento del aire inhalado. Además, la mucosa atrapa el aire y quita el polvo y los gérmenes del aire cuando este se introduce en la nariz.

### Peces
En los peces agnatos (carentes de mandíbula) aparece una fosa nasal impar situada en la línea media de la cabeza. Esta fosa se comunica mediante un conducto con una dilatación en forma de saco donde se encuentra el epitelio sensorial olfativo, el cual, a su vez, se conecta, mediante dos nervios, con el cerebro anterior.
Los peces gnatóstomos ya presentan fosas bilaterales, así los condroicitios presentan, a ambos lados de la cabeza dos fosas olfativas, iguales a la de los agnatos, estando recubiertas de epitelio sensorial y comunicadas con el saco olfativo, además presentan otra abertura posterior que permite la salida del flujo acuoso. En los osteoictios la fosa nasal es ya un conducto completo con una abertura anterior y una posterior.
Los dipnoos o peces pulmonados presentan la capacidad de respirar oxígeno mediante un pulmón rudimentario; sus fosas nasales presentan una apertura anterior cerca del labio superior y un canal olfativo que transcurre por el paladar, presentando un orificio posterior en el fondo de la cavidad bucal formando una coana primitiva. En las épocas de desecación la apertura anterior permanece cerrada por la mucosidad que rodea al pez, así estas fosas siguen siendo un órgano puramente olfativo.

### Anfibios
En los anfibios la cavidad nasal se comunica con la faringe y, por tanto, con el aparato respiratorio. Están presentes las coanas y con ellas la función ventilatoria del órgano nasal. El aparato olfativo gana en profundidad, presentando aperturas externas, canales olfativos y un fondo con epitelio sensorial que se conecta con el telencéfalo. Aparecen las glándulas mucosas para la humidificación del aire y la parte anterior de la fosa desemboca el canal lagrimal, haciendo de complemento humidificador. Al adquirir la función respiratoria la anatomía nasal se complica, ya que ésta obliga a la aparición de estructuras para acondicionar el aire haciendo aumentar su complejidad y superficie y, de rebote, disminuye la importancia de los elementos olfativos.
Los urodelos (caudados) son batracios con fosas nasales que se abren a los lados del hocico, su cavidad nasal presenta una prolongación lateral estrecha, o cavidad nasal accesoria, que constituye el inicio del órgano de Jacobson (órgano auxiliar de la olfacción).
Los anfibios anuros presentan una apertura externa reducida, pueden tener una o varias cavidades nasales. Estas se comunican con la boca ejerciendo la función respiratoria. Bufo viridis posee un saliente nombrado eminencia olfativa, asentado en una base cartilaginosa, que es interpretado como un principio de cornete, poseyendo también un primitivo órgano de Jacobson.

### Reptiles

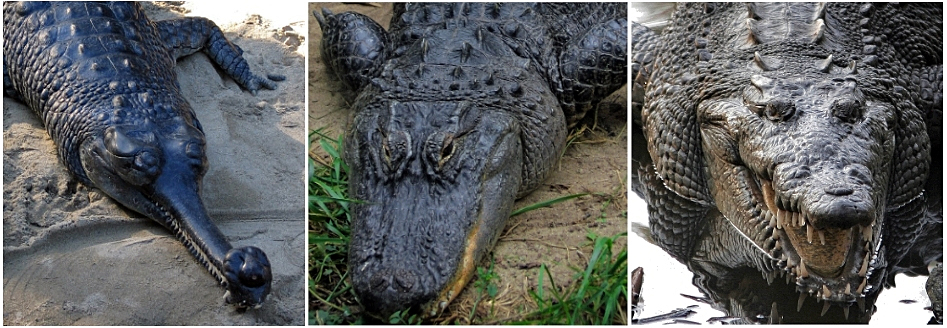
De izquierda a derecha: Cabezas del gavial de la India (gaviales gangeticus), del aligátor americano (Alligator mississippiensis), y de un cocodrilo americano (Crocodylus acutus).

Los reptiles son los primeros vertebrados independientes del medio acuático, precisando de una nariz con poder olfativo y, sobre todo, respiratorio. Asimismo precisan de un aparato que condicione mejor el aire, apareciendo, así, los primeros aparatos turbinales. El epitelio sensorial se concentra en el llamado órgano de Jacobson que se encuentra en dos fosas ubicadas entre los ojos y la nariz, y que les permite detectar presas mediante el calor que emiten.
Los quelonios presentan las cavidad más simples. Las tortugas tienen un vestíbulo muy corto, que termina en una cavidad nasal estrecha. En el medio presentan una concreta en forma de cornete que divide la cavidad nasal en dos partes, la superior ejerce la función olfativa, estando conectada con el encéfalo, mientras que la inferior hace las funciones respiratorias, abriéndose en la cavidad bucal. No poseen el órgano de Jacobson.
Los saurios y ofidios (camaleones, lagartos, serpientes, etc.) presentan una fosa más amplia, estando abierta al exterior y a la cavidad bucal, con un cornete en la pared externa en la cara inferior en la que está ubicado el epitelio respiratorio, mientras que en la superior está el olfativo. En estos reptiles el órgano de Jacobson está muy desarrollado, se encuentra en el suelo de la fosa y está rodeado por una cápsula cartilaginosa propia, la cual está recubierta por tejido respiratorio en el exterior y olfatorio en el interior y que desemboca en la cavidad bucal por un conducto diferenciado.
Los cocodrilos presentan unas fosas amplias y un sistema turbinal desarrollado. La parte anterior es respiratoria y la posterior olfativa, no poseyendo ningún órgano de Jacobson. Durante la inmersión pueden cerrar los orificios nasales, conteniendo, de esta manera, la respiración.

### Aves
Las aves presentan unas características anatómicas nasales que las acercan a la morfología de los mamíferos superiores. Sus fosas nasales contienen varios cornetes, si bien su sentido del olfato es escaso. Durante su desarrollo tienen un órgano de Jacobson incipiente que se atrofia en el ave adulta.

### Mamíferos

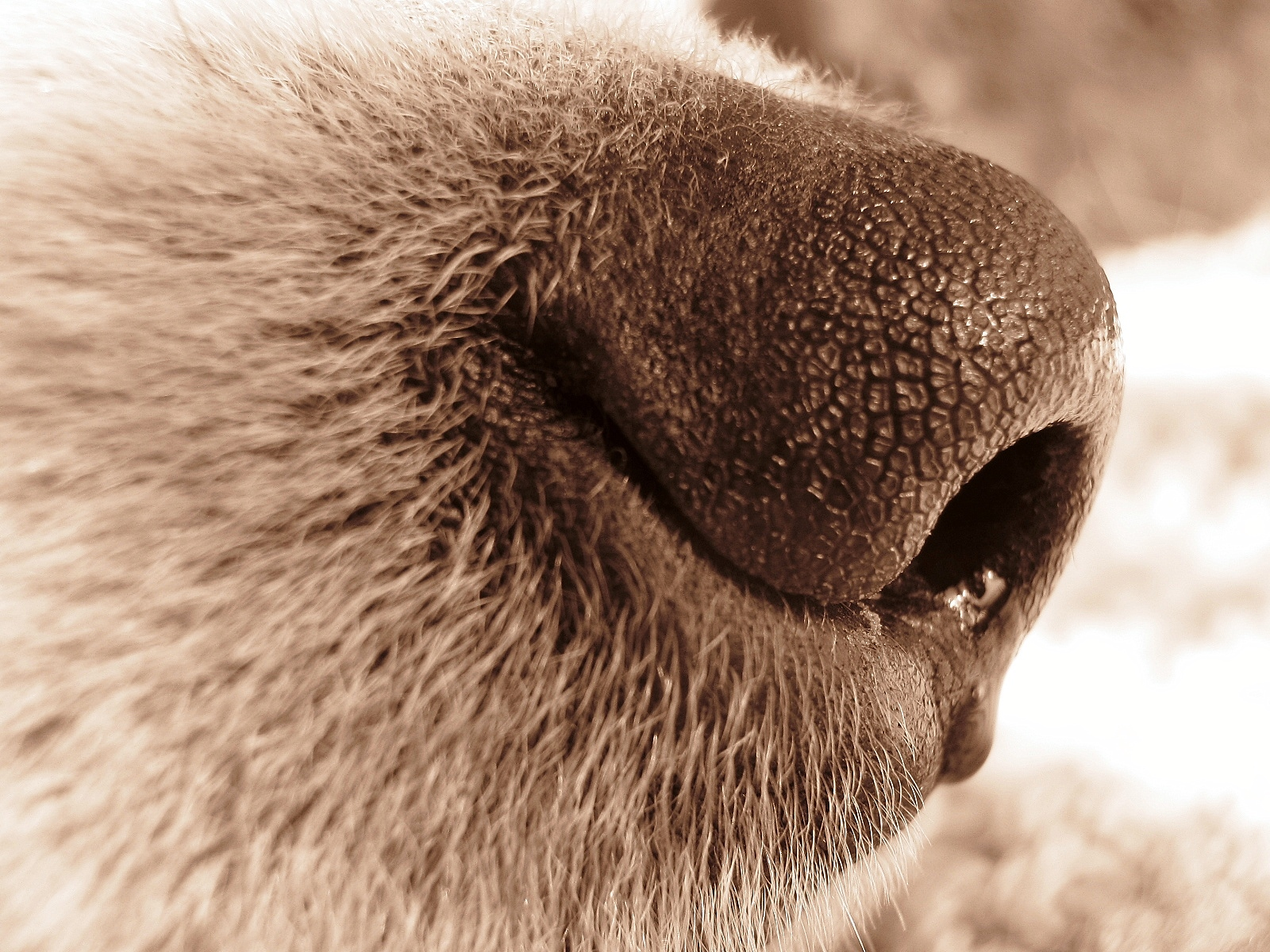
La nariz del perro es muy sensible; como en muchos otros mamíferos, el olfato está muy desarrollado.

En los mamíferos gana importancia la función respiratoria y en algunas especies, como en el hombre, el órgano de Jacobson se encuentra en estado rudimentario. La función respiratoria nasal está desarrollada proporcionalmente a la superficie corporal.
El olfato va desarrollándose al subir en la escala filogenética, hasta conseguir el máximo desarrollo en ciertos mamíferos, siendo proporcional a la cantidad de superficie mucosa con epitelio específico. Sin embargo, al ascender en la escala de los mamíferos la función olfatoria degenera a expensas de la respiratoria, sobre todo en los primates superiores y el hombre. Al predominar la función respiratoria las fosas nasales ya no terminan en la cavidad bucal sino que lo hacen en la faringe formándose, así, un paladar completo.
Según la capacidad olfativa los mamíferos se pueden dividir en:
- Anósmicos: carecen de poder olfativo. En la actualidad sólo se conocen algunos cetáceos.
- Macrósmicos, o macrosmáticos: La mayor parte de los mamíferos actuales (roedores, carnívoros, etc.). Su fosa nasal es la máxima expresión de la fisiología respiratoria y el órgano de Jacobson tiene su máximo desarrollo. La estructura de este está incluida en la mucosa del tabique nasal. El sentido del olfato tiene gran importancia poseyendo, por tanto, una gran extensión de mucosa sensorial olfativa, especialmente en los carnívoros nocturnos. Las cavidades nasales son muy amplias y los cornetes están muy desarrollados. El máxilo turbinal ocupa toda la cavidad nasal anterior y proporciona las condiciones termohigrométricas idóneas al aire para mejorar la agudeza olfativa, este alcanza su máximo desarrollo en los perros.
- Micrósmicos, o microsmáticos: Simios y el ser humano. En estos se produce una gran regresión en la función olfativa a expensas de la reducción de las estructuras endonasales.

## Función
La nariz presenta una doble función: es el órgano primario que se utiliza en la olfacción de los diferentes vertebrados, así como también, en la mayoría de estos, forma parte del aparato respiratorio. En ambos casos su función principal radica en recoger y canalizar el aire o el agua. La nariz también ayuda en la función de percibir el gusto.
Con órgano olfativo, mientras que el animal huele, el aire, o el agua, atraviesa las estructuras de la nariz y llega al epitelio olfatorio. En la superficie del epitelio olfativo, situado ya en la cavidad nasal, los odorantes (moléculas del olor) contactan con los receptores, formados por células nerviosas bipolares, que transducen las características del odorante al cerebro a través de impulsos eléctricos.
En los vertebrados terrestres, la nariz, y las estructuras asociadas, también hace, habitualmente, funciones de acondicionamiento del aire que entra hacia el organismo, calentándolo y / o humidificándolo, aunque hay casos como el del camello en el que la nariz presenta una función de retener la humedad antes de ser exhalado.

## Evolución

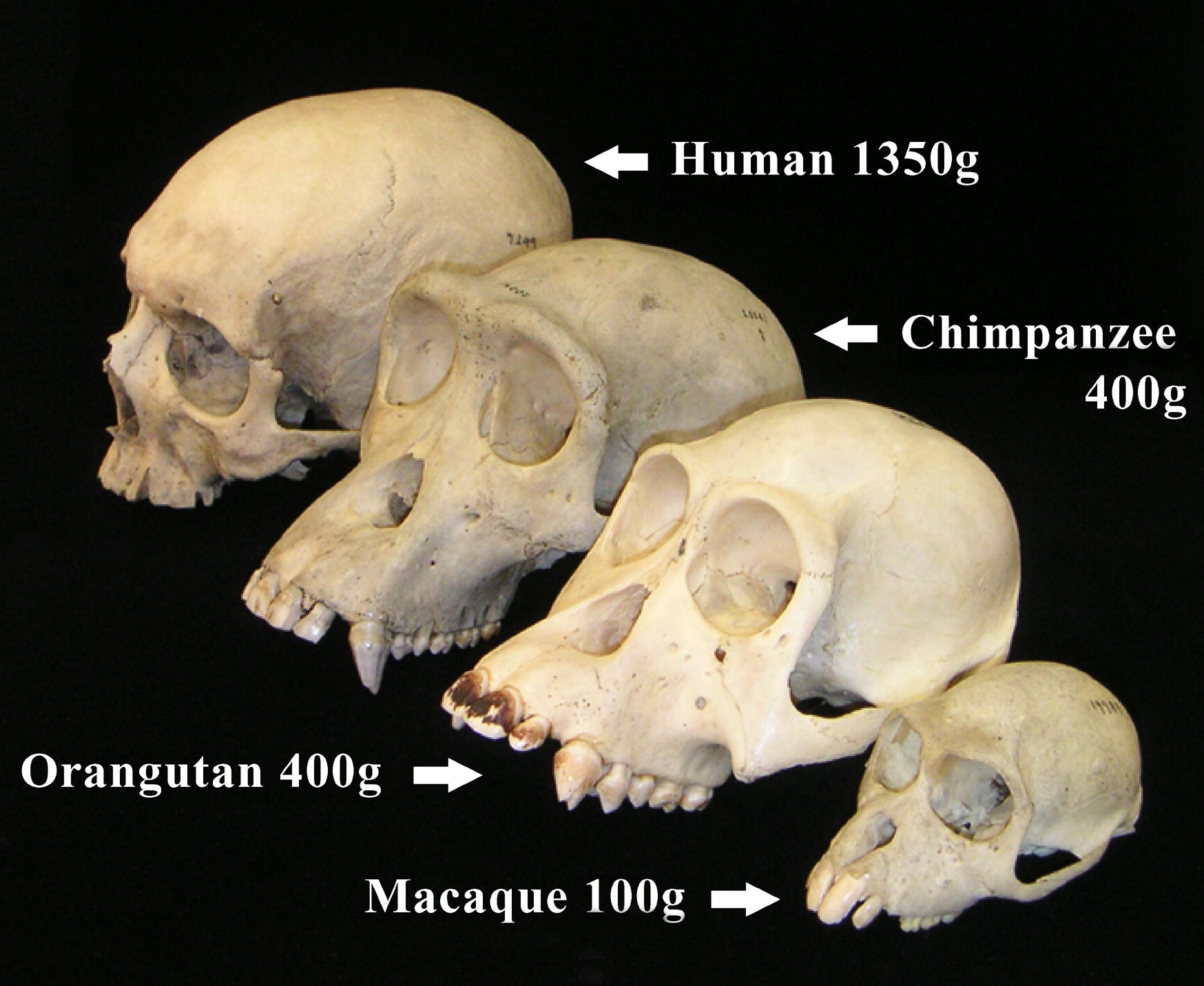
La humanización se caracteriza por la regresión del prognatismo y la aparición de una nariz protuberante (un elemento del cráneo no conservado ya que estaba formada por cartílago).

En noviembre de 2004, la revista Nature publicó los resultados del estudio realizado sobre un fósil Kenichthys Campbell de unos 395 millones de años de antigüedad. Este primitivo pez fue encontrado en la provincia China de Yunan y presenta una "nariz" a medio camino de la que presentan los vertebrados actuales. El fósil presenta unos orificios nasales situados en el medio de sus dientes superiores, pareciendo un paladar partido. Este estadio medio prueba que los conductos nasales internos evolucionaron a partir de estos orificios nasales, los cuales, a lo largo del tiempo, se extendieron hasta la garganta, a través de la boca.
La nariz es un carácter que ha evolucionado a partir de un carácter ancestral: la trufa o el rinarium. La mayoría de los mamíferos (hasta los primates Strepsirrhini) tienen la nariz húmeda, mientras que los primates haplorrhinos (incluidos, entre otros, monos, gorilas y humanos) han perdido este rinarium en la nariz. Este apéndice nasal, que apareció hace unos 55 millones de años, es una sinapomorfia que da lugar a la migración de la mucosa externa del rinarium hacia el interior de las fosas nasales de la nariz.
Una hipótesis es que la nariz humana ha evolucionado en el contexto de la reducción de la masa facial que tiende a disponerse bajo el compartimento cerebral y la verticalización de la frente por expansión craneal y reducción del prognatismo facial. El bipedalismo y la expansión cerebral, por tanto, conducen a una reorganización completa de la arquitectura craneal, de modo que el apéndice nasal sería una adaptación esquelética al bipedalismo humano. Otra hipótesis, que puede ser complementaria, es que el desarrollo de la nariz en la línea homínida del género Homo habría respondido a la necesidad de mantener una humidificación significativa del aire inspirado para evitar que los pulmones se sequen en ambientes de regiones secas y semiáridas (sabanas boscosas, bosques más áridos). Por el contrario, la turbulencia ayuda a la nariz a recolectar esta humedad durante la exhalación, lo que sugiere una opción para caminar largas distancias en el calor (especialmente cuando se persigue el agotamiento) sin deshidratarse.
Desde un punto de vista evolutivo, una nariz se caracteriza por:
- la posible presencia de pelos entre las fosas nasales;
- pérdida de vibrisas alrededor de la nariz;
- soldadura completa del labio superior y la hendidura entre las fosas nasales.

### Diferencias entre mamíferos

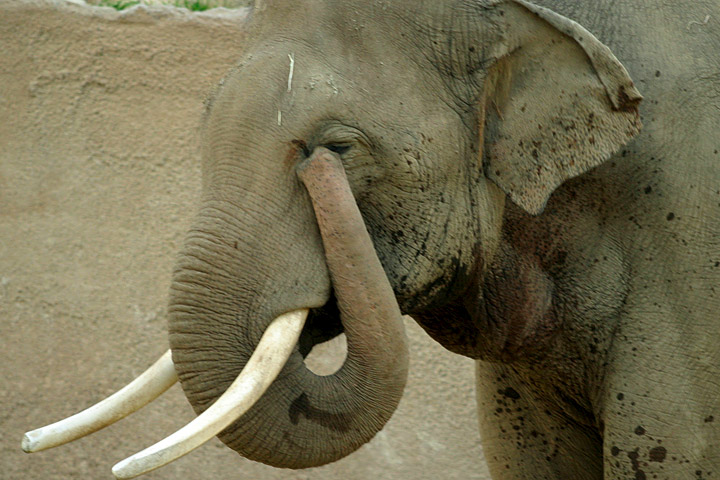
Trompa de un elefante

En los cetáceos, la nariz se ha reducido a los orificios nasales y se ha movido hacia la parte de arriba de la cabeza, con lo que han obtenido una forma del cuerpo más hidrodinámica y la posibilidad de respirar en un medio en el que están siempre sumergidos. Por el contrario, la nariz del elefante, denominada trompa, se ha desarrollado haciéndose larga y musculosa, hasta el punto de convertirse en un órgano manipulador.

## Percepción de la dirección
La nariz húmeda de los perros les resulta útil para percibir la dirección. Los sensibles receptores de frío de la piel detectan el punto en que la nariz se enfría más, mostrando al perro la dirección de donde proviene el olor que acaba de percibir.

## Orientación magnética
Los seres humanos y los monos tienen una pequeña cantidad de magnetita en la nariz, concretamente en el hueso etmoides, entre los ojos, que podría ser un mecanismo de orientación magnética con respecto al campo magnético de la Tierra.[cita requerida] La posibilidad de orientación magnética de los seres humanos, como ocurre en aves y animales acuáticos, es muy controvertida.

## La nariz en los humanos

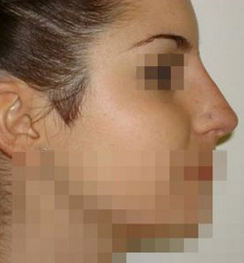
Nariz de lado

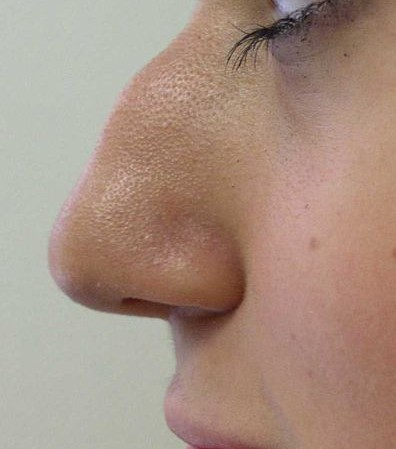
Nariz de una mujer con una característica joroba ósea

En el ser humano, la nariz se encuentra situada en la parte media de la cara, entre la boca y la frente. Tiene la forma de una pirámide triangular de vértice superior y base inferior, con dos agujeros. Formada por hueso, cartílago, músculos y piel, está tapizado interiormente por una porción de la mucosa pituitaria.
La forma y las dimensiones de la nariz han tenido gran importancia: la antropología la estudia descriptivamente y mediante diversas medidas y según estas clasifica a los humanos en diferentes tipos, así, y por ejemplo, se ha establecido el denominado índice nasal (fruto de la comparación entre la anchura máxima de ésta con su altura, es decir, la forma de esta). Según dicho índice nasal los individuos se clasifican en: leptorrinos, que tienen un índice nasal de 69,9 como máximo, con la nariz estrecha y alta, en mesorrinos, que tienen un índice que oscila entre 70 y 84,9 y una nariz media y en platirrinos, con un índice de 85 o más y de nariz ancha o baja.
Asimismo, debido a su situación, la nariz se muestra como uno de los rasgos característicos de cada individuo, llegando a ser valorado como un rasgo importante a la hora de definir la belleza de este. Por este motivo la eminencia nasal ha dado lugar a muchos dichos, leyendas y canciones en el folclore, así como el hecho de que ciertos personajes históricos (o inventados) son famosos, además de por sus hechos, por el aspecto de su nariz o por hechos relacionados con este órgano.

### Nariz externa
La nariz es un relieve del esplacnocráneo y del rostro del hombre en forma aproximadamente piramidal. La forma de la nariz sin embargo, varía de un individuo a otro. La nariz externa constituye la estructura externa, continúa arriba con la frente pasando por la raíz de la nariz, anteriormente y arriba las dos caras laterales se unen formando la parte posterior de la nariz, que desciende hacia abajo en un relieve más o menos puntiagudo, el ápice. de la nariz. La base de la nariz, que es la superficie inferior, delimita en la parte inferior a través de dos expansiones laterales, las alas de la nariz, dos aberturas elipsoidales (una para cada ala) dirigidas hacia abajo, llamadas fosas nasales, más anchas lateralmente y por encima y avanzando gradualmente más estrechas. medialmente y por debajo, por lo que a menudo son piriformes .
Su diámetro anteroposterior es de aproximadamente 1-2 cm y el transversal es de 0,5-1 cm. Las fosas nasales conectan la nariz externa con la nariz interna, o las cavidades nasales, están equipadas con pelos llamados vibrisas y tienen glándulas sebáceas y sudoríparas. La piel nasal es delgada, particularmente en el puente de la nariz, se espesa a medida que avanza hacia la raíz de la nariz y se enriquece, por engrosamiento, con glándulas sebáceas en el ápice (particularmente en el hombre) y en el área de la piel circundante que puede contribuyen, si son numerosos, a su forma. A simple vista, esta zona suele aparecer punteada. La piel de la nariz solo está adherida ligeramente a la aponeurosis nasal subyacente o a los músculos de la nariz. Sobre él, lateral y superiormente a las alas de la nariz, es posible distinguir el surco alar que continúa inferior y medialmente en el surco nasolabial. Las líneas de tensión de la piel nasal son transversales en la raíz y el puente de la nariz, sagitales en el ápice de la nariz e inferolaterales oblicuas en las paredes laterales.

### Nariz interna
La cavidad nasal es un espacio de forma irregular entre la base del cráneo arriba y la bóveda de la cavidad oral debajo. Es verticalmente más alto en su parte media, mientras que es transversalmente más ancho en la parte inferior. Cada uno consta de una pared medial, una pared lateral, un piso y una bóveda. Las dos cavidades nasales están divididas sagitalmente por un tabique óseo y cartilaginoso llamado tabique nasal y cubiertas internamente por la mucosa nasal. Sin embargo, en la parte posterior, cada cavidad nasal continúa hacia la nasofaringe a través de una abertura llamada coana. En la cavidad nasal, precisamente en su pared lateral, se abren numerosos conductos desde cavidades neumáticas ubicadas en los huesos más voluminosos del cráneo (hueso frontal, maxilar, esfenoides, etmoides) llamados senos paranasales.

### Mucosa
Cada cavidad nasal se divide en cuatro áreas: el vestíbulo, el atrio, la zona olfativa y la porción respiratoria.
- El vestíbulo es la porción inicial agrandada de la abertura anterior de cada fosa nasal. Lateralmente está limitado por los cartílagos alares, por los cartílagos nasales laterales y medialmente por la pared inferior del septo, posteriormente por un relieve curvo llamado limen nasi que se origina en la superposición del cartílago alar mayor con el cartílago nasal lateral. El vestíbulo es rico en glándulas sebáceas y sudoríparas, y en los hombres adultos tiene pelos llamados vibrisas.
- El atrio está representado por una ligera depresión en la pared lateral, ubicada frente a las cuencas. Está delimitado en la parte superior por un pliegue de la mucosa: el agger nasi .
- La zona olfativa de la nariz tiene una mucosa muy espesa que es oscura debido a la presencia de un pigmento marrón. Los receptores del olfato envían estímulos al cerebro a través del nervio olfatorio, que se ramifica en las cavidades nasales con numerosas fibras pequeñas.

### Triángulo de la muerte
En los seres humanos, debido a la naturaleza especial del flujo sanguíneo a la nariz y su área circundante, existen conductos que van directamente al cerebro, por tal motivo existen riesgos de que una infección pueda extenderse al cerebro, cuadro de extrema gravedad. Por esta razón, el área comprendida entre los bordes de la boca y el puente de la nariz, incluida la nariz y el maxilar se conoce como el triángulo de la muerte.

### Enfermedades de la nariz humana
Las "enfermedades de la nariz", hacen referencia a trastornos en las fosas nasales y los senos paranasales:
- Vestibulitis nasal, (infecciones virales, bacterianas y fúngicas).[9]
- Sinusitis.
- Rinitis.
- Epistaxis.
- Forúnculo.
- Hiposmia.
- Anosmia.

### Rinoplastia

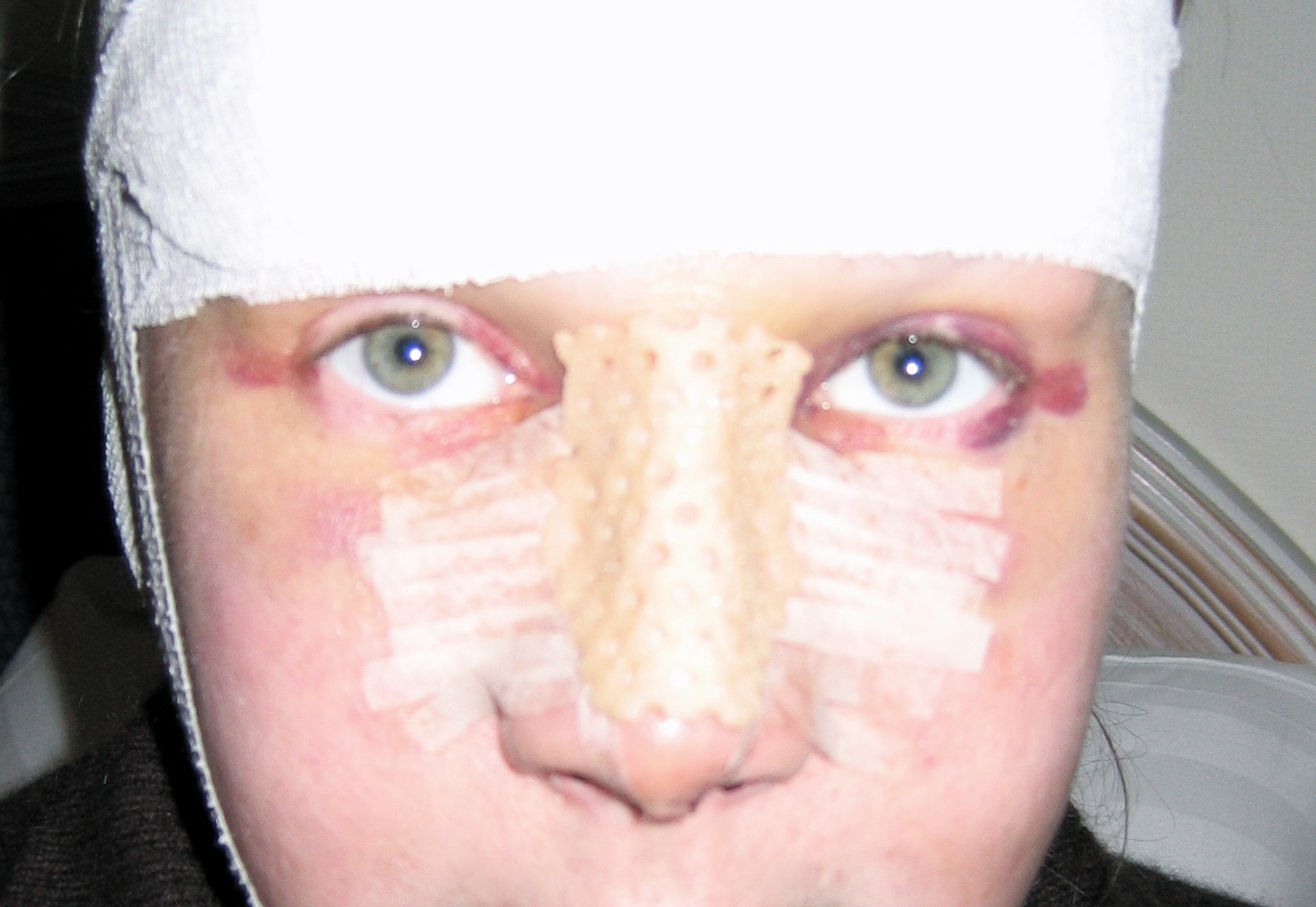
Un paciente de rinoplastia tres días después de la operación. Los procedimientos incluyeron la reducción del hueso dorsal y el restablecimiento y perfeccionamiento del cartílago de la punta nasal. La coloración típica orbital también está presente a causa de un trauma y los trastornos de los vasos sanguíneos alrededor de los ojos. También hay presente un férula.

En cuanto a la ciencia médica, ya de antiguo son conocidas intervenciones de rinoplastia (cirugía nasal): en la India y Egipto ya se realizaban operaciones de nariz hacia el 2500 a. C., si bien éstas eran de orden reparador, debido, principalmente, a la costumbre de amputar dicho órgano a enemigos y malhechores. A finales del siglo XX la rinoplastia es en un sentido eminentemente estético, convirtiéndose en una de las operaciones más realizadas. La rinoplastia clásica es un procedimiento bastante ciego. La rinoplastia abierta permite una exposición y visualización completa del esqueleto nasal, lo que permite que la corrección sea mucho más precisa.

## En la cultura popular

### Narices famosas

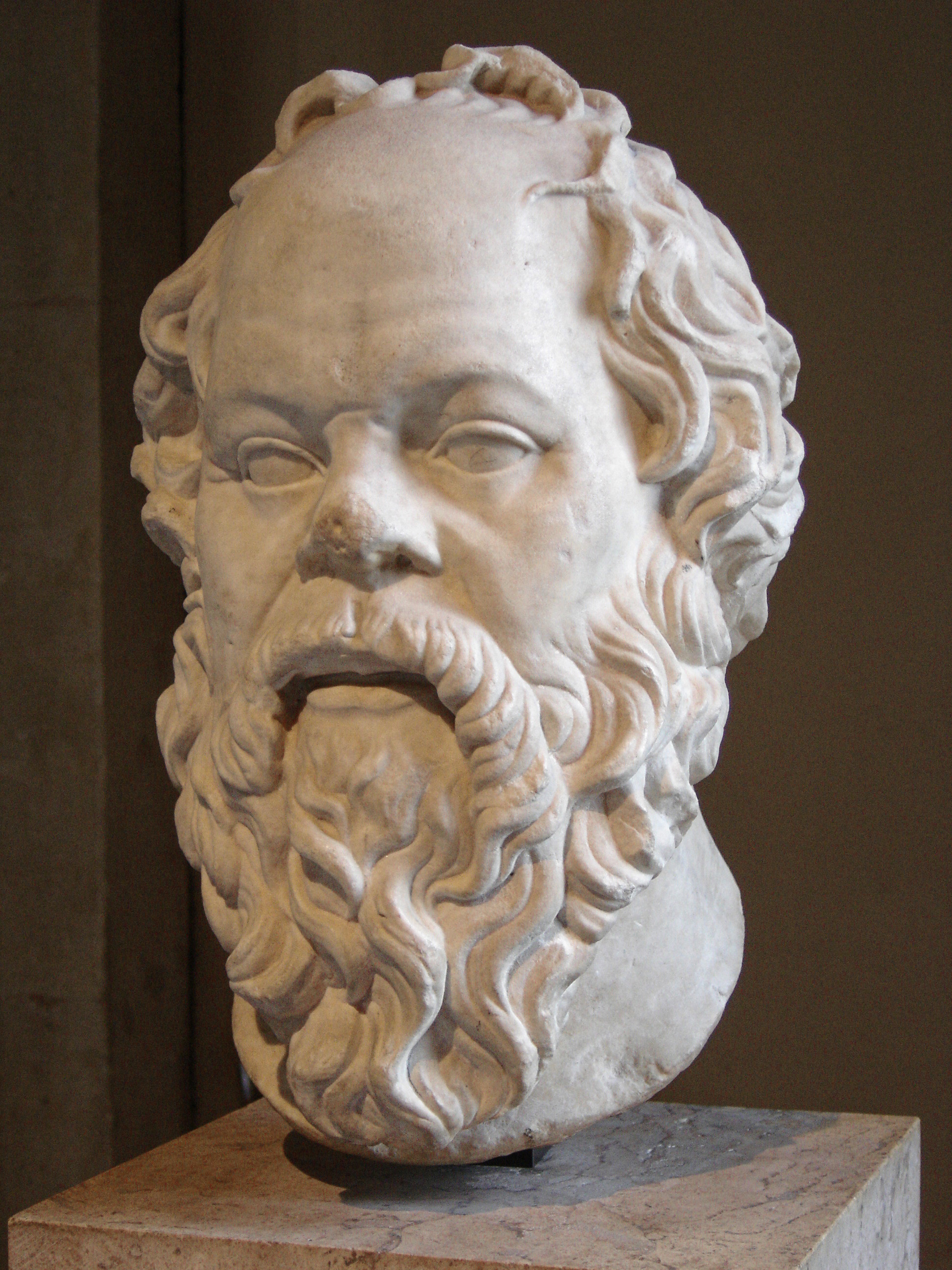
Escultura romana de mármol del siglo I, probablemente una copia de una estatua de bronce de Sócrates realizada por Lisipo de Sición, que actualmente se encuentra perdida.

- Personajes históricos
  - Sócrates (c. 470 a. C. - 399 a. C.), filósofo griego, según Platón la forma de su nariz contribuyó a la percepción del mundo de su maestro[10]
  - Marco Tulio Cicerón (106 a. C.-43 a. C.), famoso orador romano. El mote "Cicerón" deriva de Cicer (garbanzo), se cree que este podría tener su origen en una verruga parecida a un garbanzo que tenía en la nariz (o bien a que su familia se dedicaba al cultivo de los garbanzos).
  - Cleopatra Filopator Nea Thea (69 a. C. - 30 a. C.), reina de Egipto. El filósofo Blaise Pascal, en el siglo XVII, escribió: si la nariz de Cleopatra hubiese sido más corta, la faz del mundo hubiera sido diferente.
  - Justiniano II Rinotmetus (Rhinotmetus, Ῥινότμητος, "El que tiene cortada la nariz"). Emperador bizantino del 685 al 695 y del 704 al 711. Su sucesor Leoncio II ordenó cortarle la nariz; Justiniano, posteriormente recuperaría el trono.
  - Michelangelo Buonarroti, Miguel Ángel (1475 - 1564), escultor, pintor, poeta y arquitecto renacentista. Fruto de una pelea Pietro Torrigiano le rompió la nariz, como consecuencia, le quedó la nariz chata toda la vida, tal como se aprecia claramente en todos sus retratos.
  - Tycho Brahe (1546 - 1601), astrónomo danés. Durante un duelo perdió gran parte de su nariz, llevando una prótesis de metal.
  - Rodolfo II de Habsburgo (1552-1612). Emperador del Sacro Imperio Romano Germánico
  - Hercule-Savinien de Cyrano de Bergerac (1619-1655), escritor francés. Aparte del personaje histórico, gran parte de su fama proviene de la obra Cyrano de Bergerac, escrita por Edmond Rostand en 1897.
  - Josef Mysliveček (1737 - 1781), compositor checo. Debido a la sífilis le amputaron la nariz lo que le destrozó moralmente, sus últimas óperas no tuvieron mucho éxito y finalmente, arruinado, murió en Roma en 1781.
- Actores, músicos y celebridades
  - Thomas Wedders, inglés (siglo XVIII). Su nariz medía 19 cm. (Una recreación en cera del personaje se encuentra en el museo de cera de Londres).
  - James Francis "Jimmy" Durante (1893-1980), actor estadounidense. Sus bromas y referencias a la medida de su nariz le valió el apodo de "Schnozzola".
  - Ringo Starr (1940 -) músico y baterista inglés de The Beatles.
  - Barbra Streisand (1942 -), cantante, actriz, productora y directora de cine estadounidense.
  - Pete Townshend (1945 -), guitarrista inglés del grupo The Who.
  - Gérard Depardieu (1948 -), actor francés.
  - Berto Romero (1974 -), cómico, presentador, actor y cantante español.
  - Lea Michele (1986 -), actriz y cantante estadounidense famosa por la serie Glee.

- Personajes de ficción
  - Pinocho
  - Erik, El fantasma de la Ópera

### Arte
- El texto literario más famoso sobre el apéndice nasal es la "diatriba de la nariz" de Edmond Rostand, en el drama Cyrano de Bergerac (Acto I , Escena 4), publicado en 1898 .